# Sandvíkar kirkja
 Sandvíkar kirkja (dansk: Hove Kirke) er en færøsk kirke i Sandvík på Suðuroy. Kirken er hjemmehørende i Færøernes folkekirke. Kirken har 120 siddepladser.
Bygden hed tidligere Hvalvík til 1913 men skiftede navn på grund af forvekslingen med bygden Hvalvík på Streymoy. Kirken er blevet flyttet flere gange. Den blev rejst i Sandvík i 1908 (indviet 18. søndag efter 
trinitatis den 18. oktober, men oprindelig blev den bygget i Froðba i 1840. Den blev dog flyttet til Tvøroyri i 1856 (indviet Kr. Himmelfartsdag) og flyttet til Sandvík i 1908, da Tvøroyri fik en ny og større kirke, som passede bedre til den hurtigt voksende bygd. 
Sandvíkar kirkja er hvidmalet med grønt bliktag. Kirken har 5 vinduer i syd. I nordsiden sidder der tre vinduer mellem præstedøren i korenden, og den ene af forkirkens to indgange, den anden er under tagrytteren i vest. Tagrytteren er i to etager, hvor den nederste del er bredere med et smalt tag, hvorpå den øverste del er opbygget. Øverst et pyramidetag med et kors. 
Over alteret hænger et lille billede af Jean-Léon Gérôme  (stålstik) "Golgata". På alteret står en kopi af 
Bertel Thorvaldsens Kristus, tidligere stod her to  krucifikser. 
Et messingfad (1956) i den ottekantede døbefont af træ, har afløst et tinfad, der opbevares på pulpituret. På væggen hænger et trækors. 
Kirkeklokken, støbt af B. Løw & Søn i København, er 49,5 cm i diameter og bærer indskriften "Jeg kalder til Guds og menneskenes forsamling". En mindre klokke med indskriften "Maria Stoneman 1878" sandsynligvis en skibsklokke, bruges ikke længere. 
I kirken hænger to kirkeskibe. En model af en færøbåd, samt briggen "Minde" som blev ophængt i kirken i 1932. 
Orgelet er et Christian Kruse orgel fra 1988.